# Alberta Highway 7
Der Alberta Highway 7 ist ein 26 Kilometer langer Highway von Black Diamond bis Okotoks. Er verbindet den westlich gelegenen Alberta Highway 22 mit dem östlicher gelegenem Alberta Highway 2 und wird dabei ein kurzes Teilstück gemeinsam mit dem Alberta Highway 2A geführt.